# Ofrandă

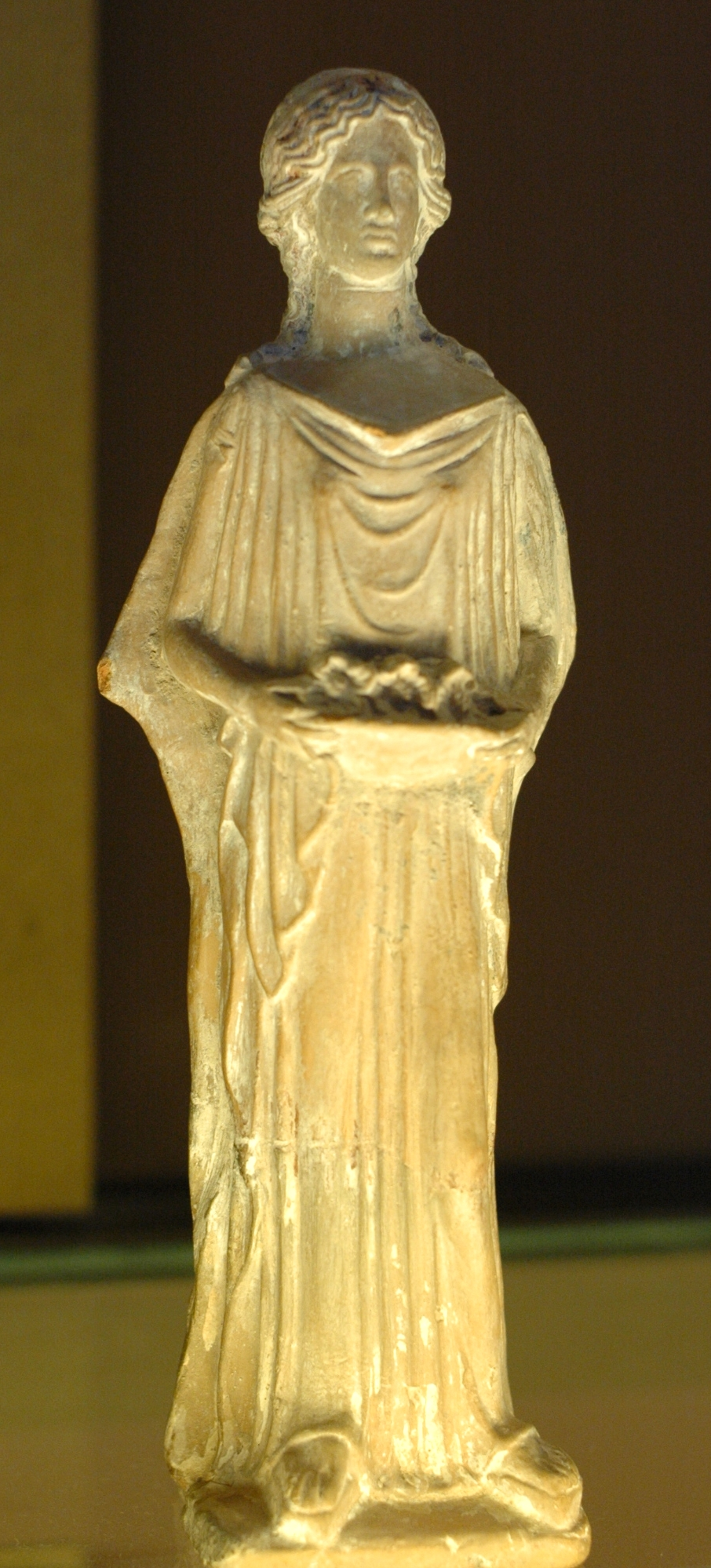
Femeie aducând o ofrandă de flori.
Statuetă din Corint, sec. IV î.Hr.</br>

Ofranda sau sacrificiul reprezintă darea de bunuri materiale sau de vieți umane/animale unei zeități, ca act de mulțumire sau de cinstire. Dovezile de sacrificii rituale de animale au fost observate la vechii greci și evrei, și este posibil să fi existat și înainte de aceste popoare. Dovezi ale sacrificiilor umane rituale pot fi găsite, de asemenea, până la civilizațiile precolumbiene din Mesoamerica, precum și în civilizațiile europene. 
Varietăți de sacrificii rituale non-umane sunt practicate și astăzi de numeroase religii.

## Terminologie
Termenul latin sacrificium (sacrificiu) a derivat din latinescul sacrificus (îndeplinirea funcțiilor preoțești sau sacrificii), care combina conceptele sacra (lucruri sacre) și facere (a face sau a îndeplini). Cuvântul latin sacrificium a ajuns să se aplice în special euharistiei creștine, numită uneori „sacrificiu fără sânge” pentru a o deosebi de ofrandele sângeroase. În religiile etnice necreștine, termenii traduși prin „sacrificiu” includ yajna indic, thusia grecesc, blōtan germanic, qorban/qurban semitic, żertwa slav, etc..
Termenul implică, de obicei, „a renunța la ceva” sau „a face abstracție de ceva”. Dar cuvântul sacrificiu apare și în uz metaforic pentru a descrie acțiunea de a face un bine pentru alții, sau de a accepta o pierdere pe termen scurt în schimbul unui câștig întârziat mai mare.

## Sacrificii animale
Sacrificiul de animale reprezintă uciderea unuia sau mai multor animale ca parte a unui obicei religios. Era practicat de adepții multor culte ca mijloc de a liniști un zeu, sau de a schimba starea vremii. De asemenea, avea o funcție socială sau economică în rândul acelor popoare în care porțiunile comestibile ale animalului erau distribuite celor care participau la sacrificiu (pentru consum). Sacrificiul de animale este prezent în aproape toate culturile, de la evrei la greci și romani (în special ceremonia purificatoare a Lustrației), egipteni (de exemplu, în cultul lui Apis) și de la azteci la africanii yoruba. 
Cinstirea în religia greacă antică consta, în mod obișnuit, în sacrificarea animalelor domestice la altar, cu imnuri și rugăciuni. Altarul se afla în afara templului, sau putea să nu fie deloc asociat cu un sanctuar. Animalul, care trebuia să fie un exemplar de dorit din specia sa, era decorat cu ghirlande, și condus în procesiune spre altar, în frunte cu o fată cu un coș pe cap, care conținea cuțitul ascuns. După diverse ritualuri, animalul era sacrificat deasupra altarului, la moartea sa, toate femeile prezente trebuind „să plângă și să strige, pe tonuri înalte și stridente”. Sângele acestuia era colectat și turnat pe altar. Măcelărit pe loc, diferitele organe interne, oase și alte părți necomestibile de ale sale erau arse ca parte a ofrandei divinității, în timp ce carnea era scoasă pentru a fi pregătită ca mâncare pentru participanți. Templul păstra de obicei pielea, pentru a o vinde tăbăcarilor. Faptul că oamenii se foloseau mai mult de sacrificiu decât divinitatea nu le-a scăpat grecilor, acesta fiind deseori un subiect umoristic în comediile grecești.
Religia vechilor egipteni interzicea sacrificarea altor animale decât oile, taurii, vițeii și gâștele.

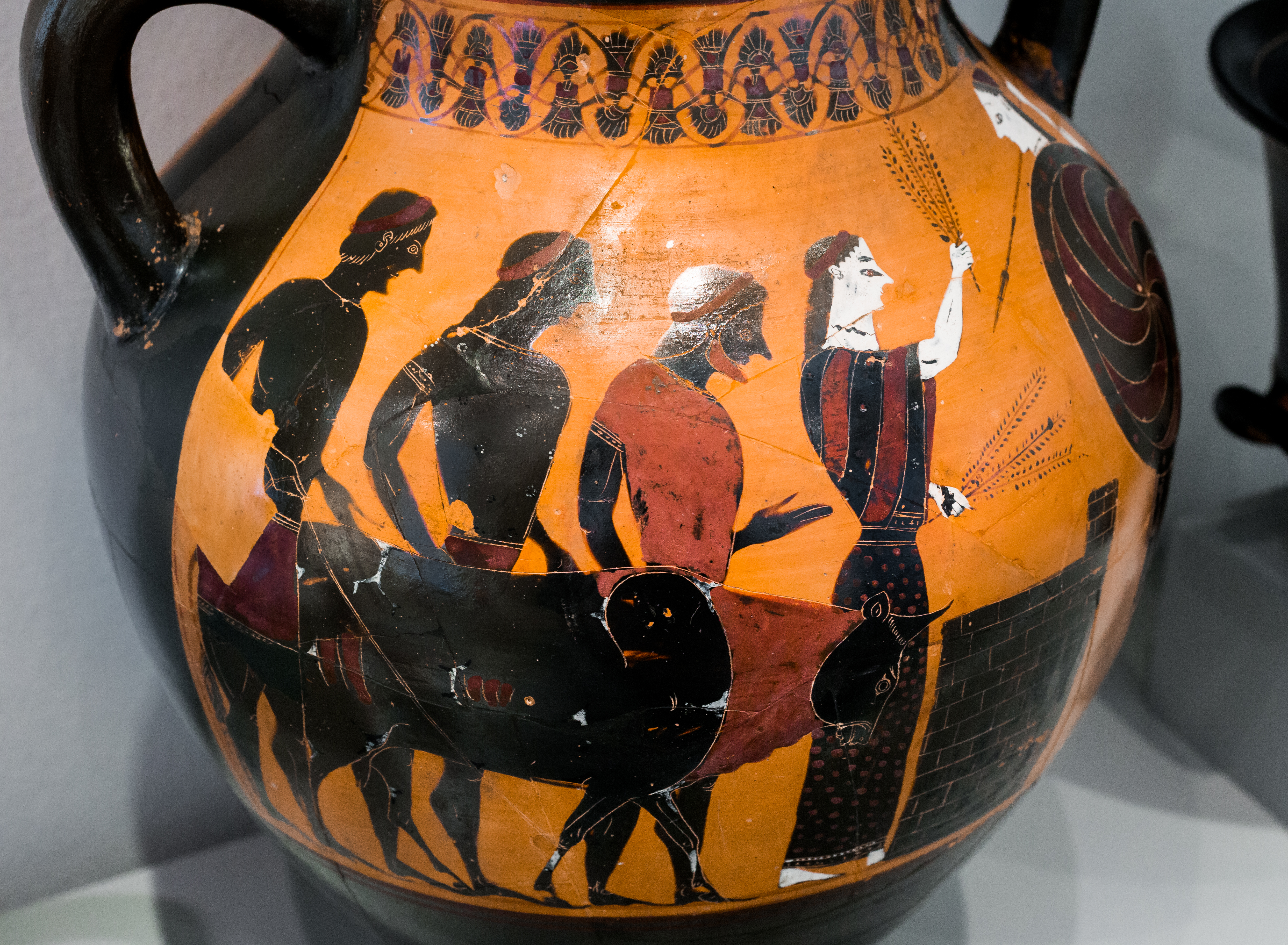
Taur prezentat ca ofrandă zeiței Atena. Amforă din Vulci, Italia (550-540 î.Hr.)
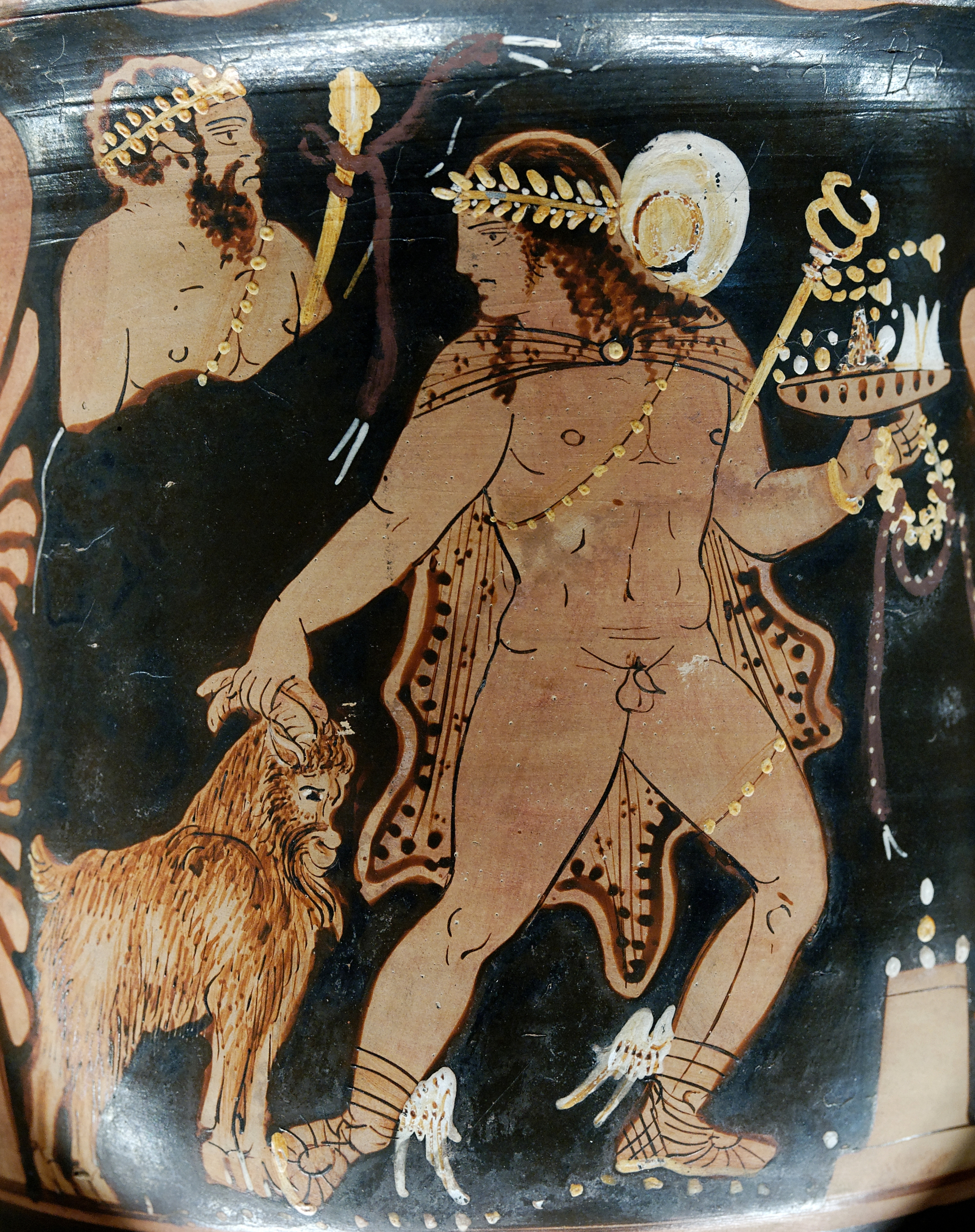
Hermes pe cale să sacrifice o capră. Crater din 360-350 î.Hr.
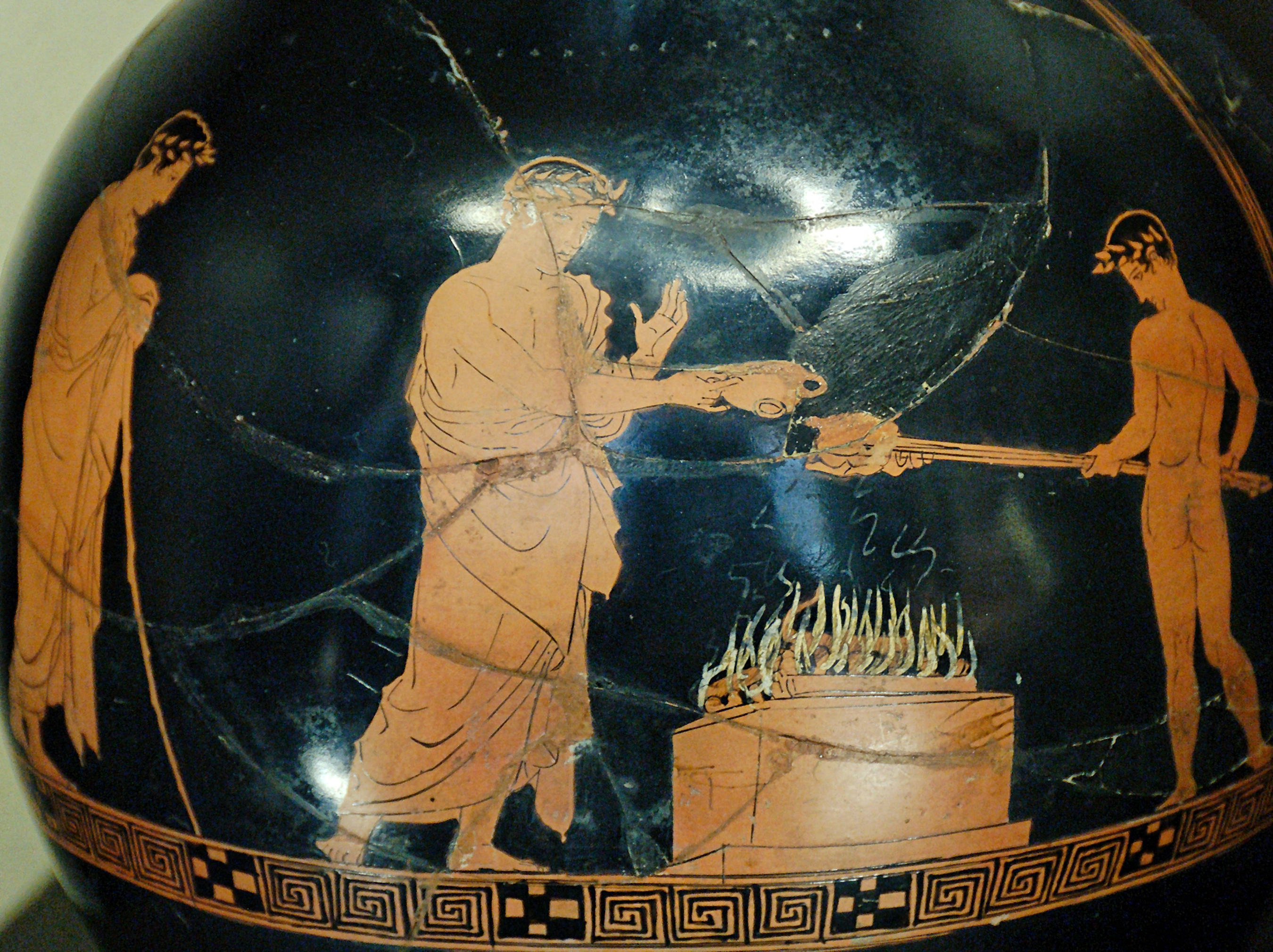
Vas oenochoe prezentând o scenă din timpul unui sacrificiu,  430-425 î.Hr.
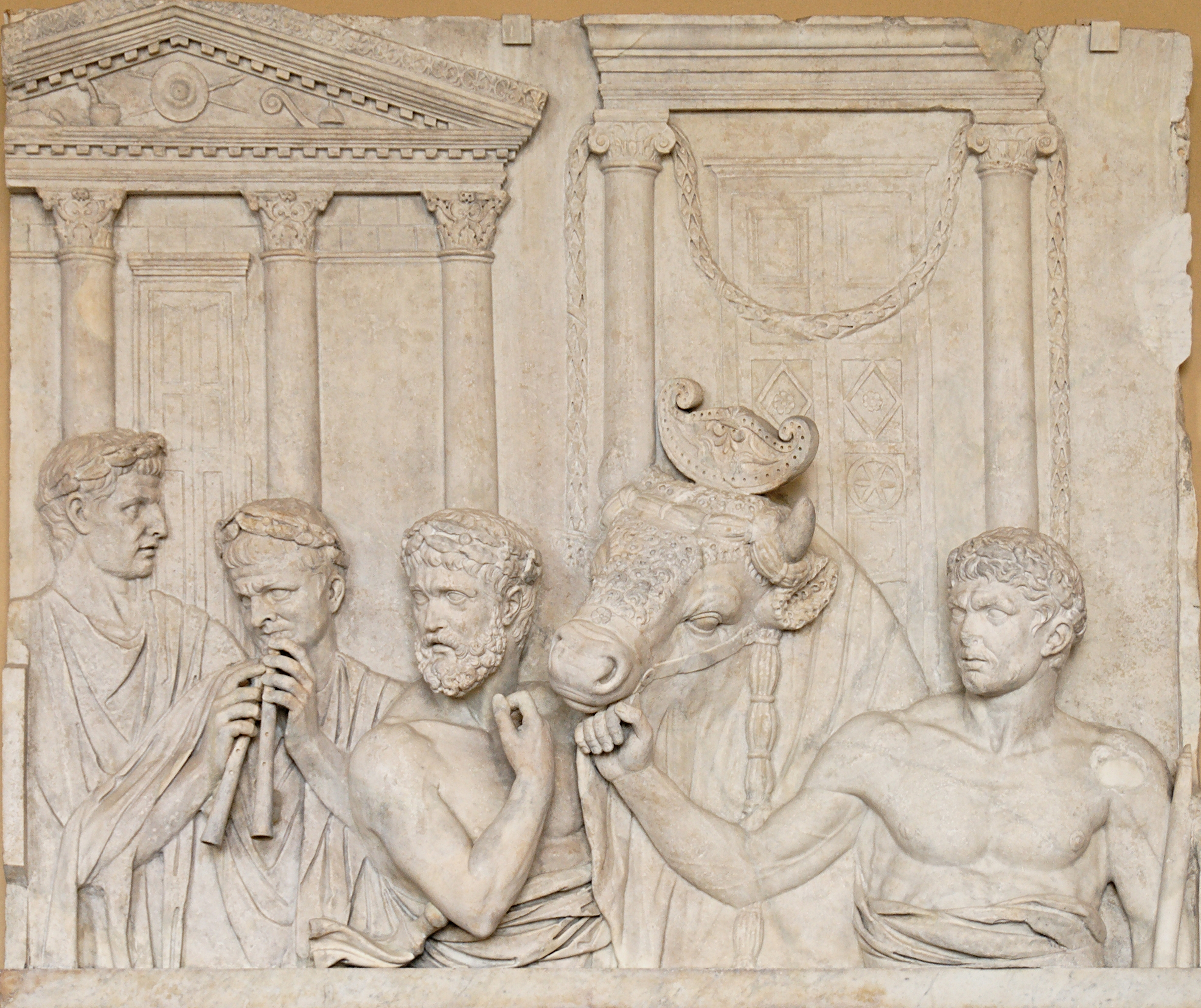
Pregătirea unui sacrificiu. Relief roman din sec. al II-lea î.Hr.

### Preistorie

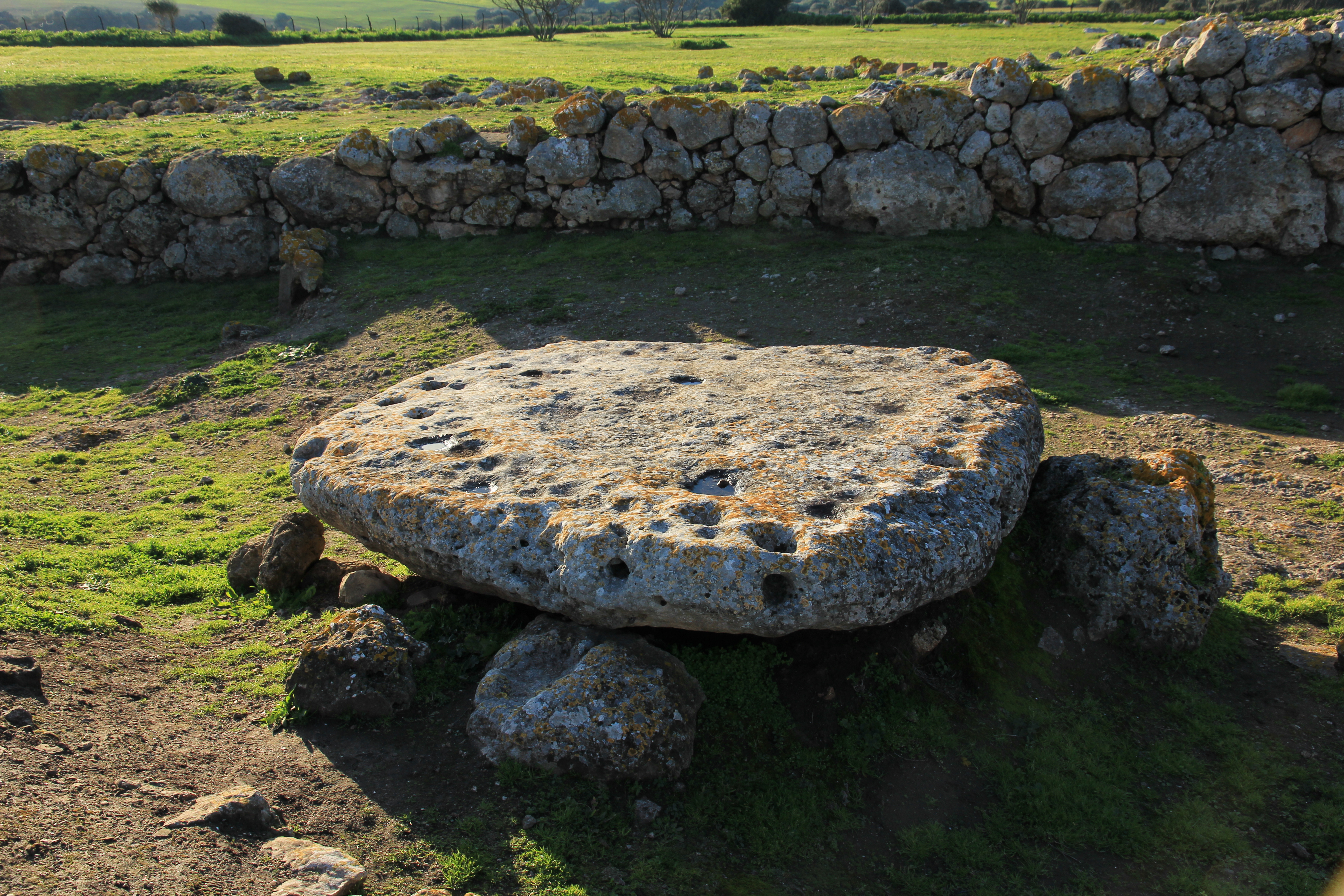
Piatră de sacrificii animale de la Monte d'Accoddi, Sardinia

Până la sfârșitul Epocii Cuprului, în anul 3000 î.Hr., sacrificiile de animale au devenit o practică comună în multe culturi și se pare că s-au limitat în general la animalele domestice. La Gath, dovezile arheologice indică faptul că canaaniții au importat oi și capre sacrificiale din Egipt, în loc să selecteze din propriile turme. La Monte d'Accoddi din Sardinia, unul dintre cele mai vechi centre sacre cunoscute din Europa, au fost descoperite în urma săpăturilor dovezi ale sacrificiilor de oi, vite și porci, și se indică faptul că sacrificiile rituale ar fi putut fi comune în întreaga Italie în jurul anului 3000 î.Hr. și ulterior. În așezarea minoică Phaistos din Creta antică, săpăturile au scos la iveală bazine pentru sacrificiul de animale datând din perioada 2000 - 1700 î.Hr. Cu toate acestea, în Cueva de la Dehesilla, o peșteră din Spania, au fost găsite rămășițele unui țap tânăr, legate de un ritual funerar din Neoliticul mijlociu, datat între 4800 și 4000 î.Hr.

## Sacrificii umane

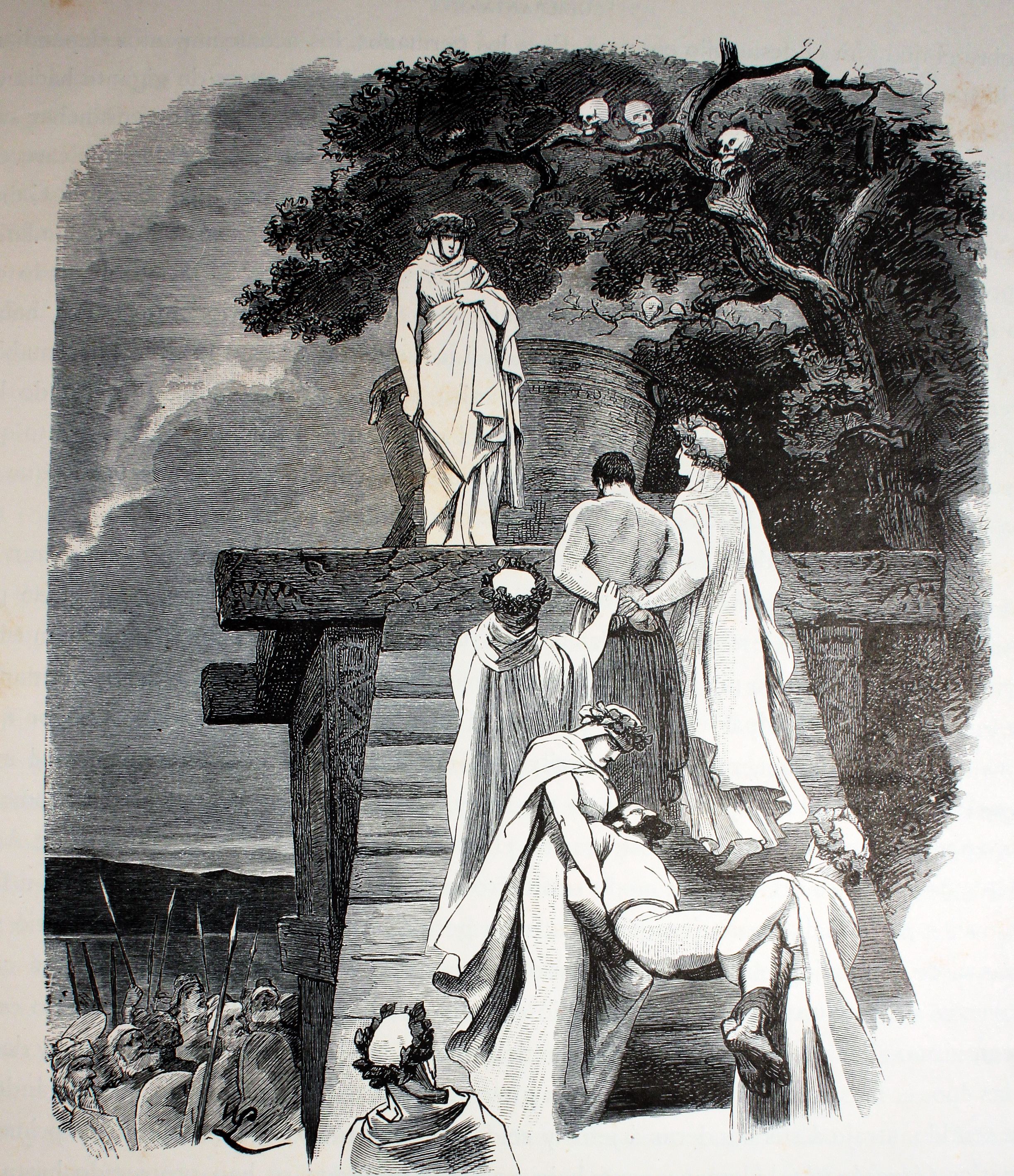
„Sacrificiu uman din antichitatea Germaniei”.
Ilustrație din 1882</br>

Sacrificiul uman (numit uneori crimă rituală) a fost practicat în mai multe culturi, de-a lungul mai multor perioade nedatate. Diversele rațiuni care stau la baza sacrificiilor umane sunt aceleași care motivează ofrandele religioase în general. Sacrificiul uman are, de obicei, scopul de a aduce noroc și de a împăca zeii, de exemplu în contextul dedicării unei construcții finalizate, cum ar fi un templu sau un pod. Fertilitatea a fost o altă temă comună în sacrificiile religioase antice, cum ar fi sacrificiile aduse zeului aztec al agriculturii, Xipe Totec.
În Japonia antică, legendele vorbesc despre hitobashira (stâlp uman), în care fecioarele erau îngropate de vii la baza sau în apropierea unor construcții pentru a proteja clădirile împotriva dezastrelor sau a atacurilor inamice, iar relatări aproape identice apar în Balcani (Clădirea de la Skadar și Podul de la Arta).
Pentru reconsacrarea Marii Piramide de la Tenochtitlan în 1487, este preconizat că aztecii au ucis aproximativ 80.400 de prizonieri în decurs de patru zile. Potrivit lui Ross Hassig, autorul cărții Aztec Warfare, „între 10.000 și 80.400 de persoane” au fost sacrificate în cadrul ceremoniei.
Sacrificiul uman poate avea și intenția de a câștiga favoarea zeilor în război. În legenda homerică, Ifigenia urma să fie sacrificată de tatăl ei, Agamemnon, pentru a o liniști pe Artemis, astfel încât aceasta să le permită grecilor să ducă războiul troian.
În unele considerente legate de viața de apoi, defunctul va beneficia de pe urma victimelor ucise la înmormântarea sa. Mongolii, sciții, egiptenii timpurii și diverși șefi mesoamericani puteau lua cu ei în lumea de dincolo cea mai mare parte a gospodăriei lor, inclusiv servitorii și concubinele. Acest lucru este uneori numit „sacrificiu al servitorilor”, deoarece servitorii conducătorului erau sacrificați împreună cu stăpânul lor, pentru ca aceștia să poată continua să-l servească în viața de apoi.

## Religiile avraamice

### Creștinism

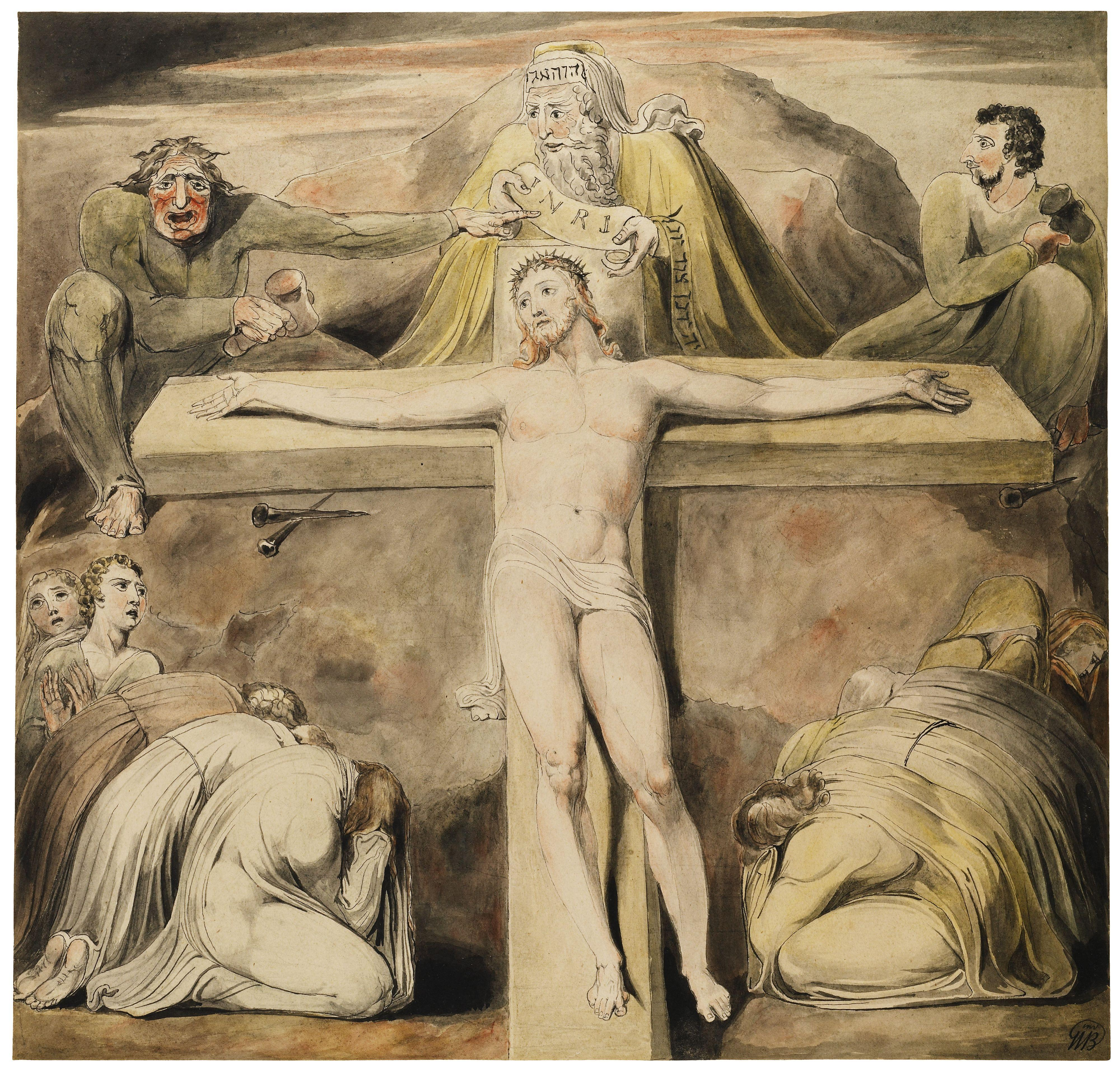
Răstignirea lui Isus, considerată sacrificiul suprem în creștinism.
Ilustrație de William Blake (c.1800-1803)</br>

În creștinismul de la Niceea, Dumnezeu s-a întrupat sub forma lui Iisus, sacrificându-și fiul pentru a realiza reconcilierea dintre Dumnezeu și umanitate, care se despărțise de Dumnezeu prin păcat (păcatul originar). Potrivit unei viziuni care a figurat în mod proeminent în teologia occidentală încă de la începutul mileniului al II-lea, dreptatea lui Dumnezeu a necesitat o ispășire a păcatului din partea umanității, dacă se dorea ca ființele umane să fie repuse la locul lor în creație și salvate de la damnare. Cu toate acestea, Dumnezeu știa că ființele umane limitate nu puteau face o ispășire corespunzătoare, deoarece fărădelegea umanității față de Dumnezeu era infinită, așa că Dumnezeu a creat un legământ cu Avraam, pe care l-a împlinit atunci când l-a trimis pe singurul său Fiu pentru a deveni jertfă pentru legământul rupt. Conform acestei teologii, sacrificiul lui Hristos a înlocuit jertfa animală insuficientă a Vechiului Legământ; Hristos, „Mielul lui Dumnezeu”, a înlocuit jertfa mieilor din vechiul Korban Todah (ritualul de mulțumire), principalul dintre acestea fiind Paștele din legea mozaică.
În Biserica Romano-Catolică, Bisericile Ortodoxe, Bisericile Metodiste și Bisericile Irvingiene, euharistia sau liturghia este văzută ca un sacrificiu.

### Islam
Un sacrificiu animal în arabă se numește ḏabiḥa (ذَبِيْحَة) sau Qurban (قُرْبَان) . Termenul poate avea rădăcini din termenul evreiesc Korban; în unele locuri, cum ar fi Bangladesh, India sau Pakistan, termenul qurbani este întotdeauna folosit pentru sacrificiul islamic de animale. În contextul islamic, un sacrificiu animal denumit ḏabiḥa (ذَبِيْحَة), care înseamnă „sacrificiu ca ritual”, este oferit doar în Eid al-Adha. Animalul sacrificat poate fi o oaie, o capră, o cămilă sau o vacă. Animalul trebuie să fie sănătos și conștient. Qurban este o prescripție islamică prin care cei bogați își împart averea cu cei nevoiași din comunitate.
Cu ocazia Eid al-Adha (Festivalul Sacrificiului), musulmanii înstăriți din întreaga lume îndeplinesc sunnah profetului Avraam sacrificând o vacă sau o oaie. Carnea este apoi împărțită în trei părți egale. O parte este reținută de persoana care efectuează sacrificiul. A doua este dată rudelor sale. A treia parte este distribuită săracilor.

### Iudaism
Sacrificiile rituale erau practicate în Israelul antic, iar primele capitole ale cărții Leviticul detaliază părți ale unei imagini de ansamblu care se referă la metodele exacte de aducere a ofrandelor. Deși sacrificiile puteau include jertfe fără sânge (cereale și vin), cele mai importante erau sacrificiile de animale. Jertfele sângeroase erau împărțite în jertfe arse (în ebraică: עלה קרבנות), în care era ars întregul animal nemâncat, jertfe pentru vină (în care o parte era arsă și o parte lăsată pentru preot) și jertfe de pace (în care doar o parte din animalul intact era arsă, iar restul era mâncat în condiții de puritate rituală).